# Kalasiris paradepressa
Kalasiris paradepressa är en insektsart som beskrevs av Henderson, Hodgson in och Hodgson 2000. Kalasiris paradepressa ingår i släktet Kalasiris och familjen skålsköldlöss. Inga underarter finns listade i Catalogue of Life.